# アジア産業遺産の道
アジア産業遺産の道 (Asian Route of Industrial Heritage, 略ARIH) は、南東アジアで特に重要な産業遺産をつなぐネットワーク(Theme Route, テーマ街道)である。このテーマ街道は既に確立されたヨーロッパ産業遺産の道(European Route of Industrial Heritage, 略ERIH)の道のコンセプトを基に作られた。

## 由来
このプロジェックトは2012年11月、台北で開催された国際産業遺産保存委員会（the International Committee for the Conservation of the Industrial Heritage, 略TICCIH）第15回で『台北アシア産業遺産宣言』という声明から始まった。 アジア産業遺産の道はアジアの様々な遺産に関わる組織が協力して推進している。そして、スタートとして、2014年9月、ERIHとアジア地方のTICCIHに携わる専門家と学者が合意覚書に署名した。

## 拠点
アジア産業遺産の道は観光的、あるい歴史的で重要な拠点と呼ばれる産業遺産で構成されている。現在(2016年)、そのアンカーポイントが台湾、日本、インド、マレーシア、と中国の五国に存在している。